# 竜王山 (茨木市)
竜王山（りゅうおうざん）は、大阪府茨木市に位置する標高510mの山。北摂山系に属する。忍頂寺（寿命院）が山麓に所在するため、忍頂寺山（にんちょうじやま）とも呼ばれる。

## 概要
竜王山は茨木市北部に位置する。竜王山に東海自然歩道が設置されており、多くの登山客が訪れる。
かつては北摂屈指の霊峰として厚い崇拝を受けてきた。伝説によれば、宝亀年間（715年～716年）の頃、畿内一帯が大干ばつだった時、開成皇子が来山し池を掘り、八大竜王を召請したことにより、背後に控える山を竜王山と呼ぶようになったと伝わる。
現在は山頂付近西側に八大竜王を祀る神社や宝池寺があり、中腹に七坂七不思議が点在する。山頂には3等三角点が設置されている。頂上付近は森林に覆われそのままでは展望が得られないため、山頂の少し南東側に高い展望台が設置されている。展望台上からは、大阪平野・生駒山地・六甲山等が望める。ほか、登山ルートには、竜王の滝や穴仏、負嫁岩といった見所が点在する。

## 登山ルート
竜王山へ登るには、阪急バス忍頂寺バス停近くの大阪府道1号線・府道43号線 忍頂寺交差点から東海自然歩道を登るのが最短である。なお、頂上近くの宝池寺下までは茨木市立忍頂寺小学校前から林道竜王山線が通じているため、自動車での乗り入れが出来る。山頂までは忍頂寺バス停から徒歩約30分、宝池寺下駐車場から約10分。

## ギャラリー

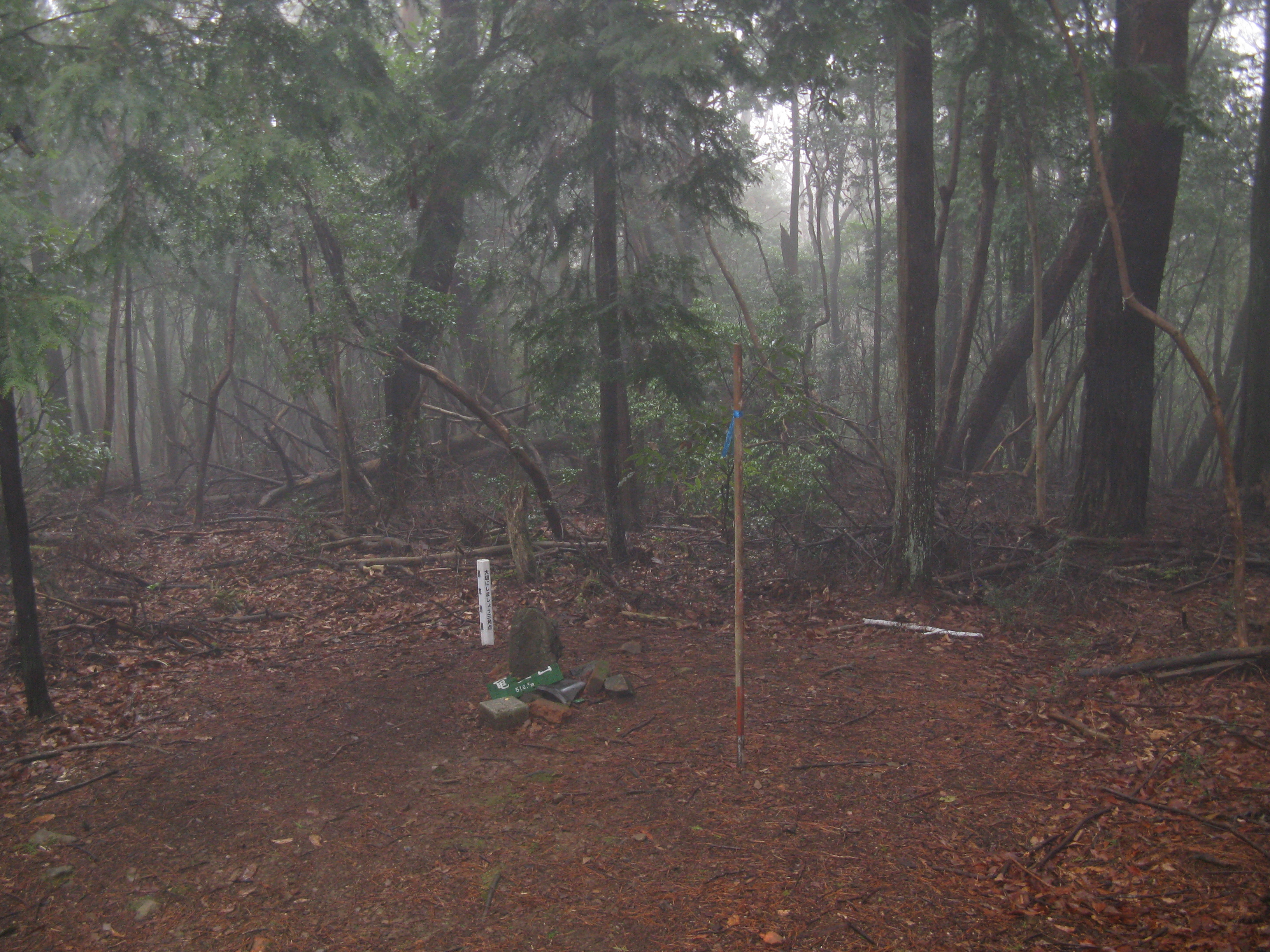
山頂（三角点）
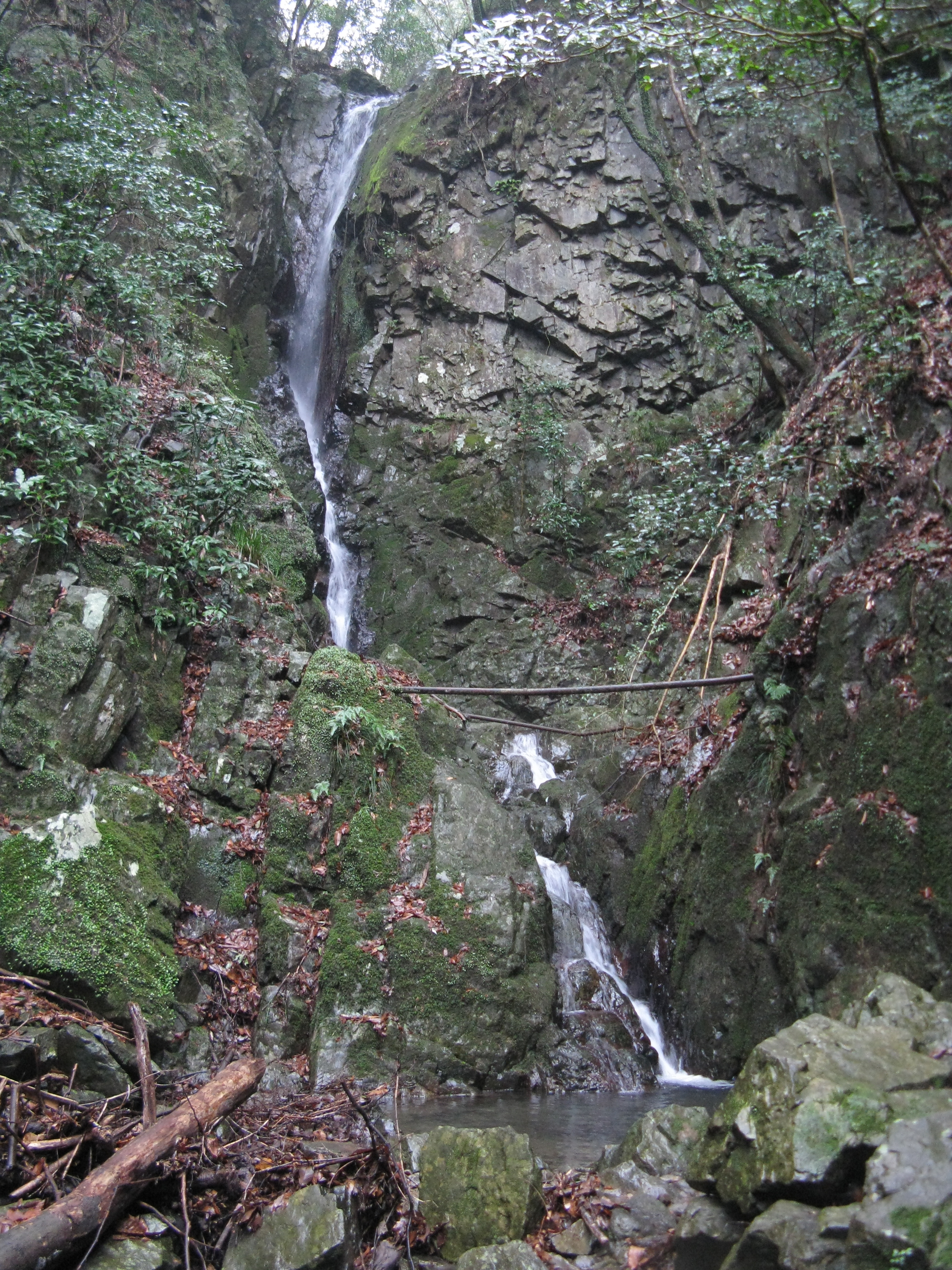
竜王の滝
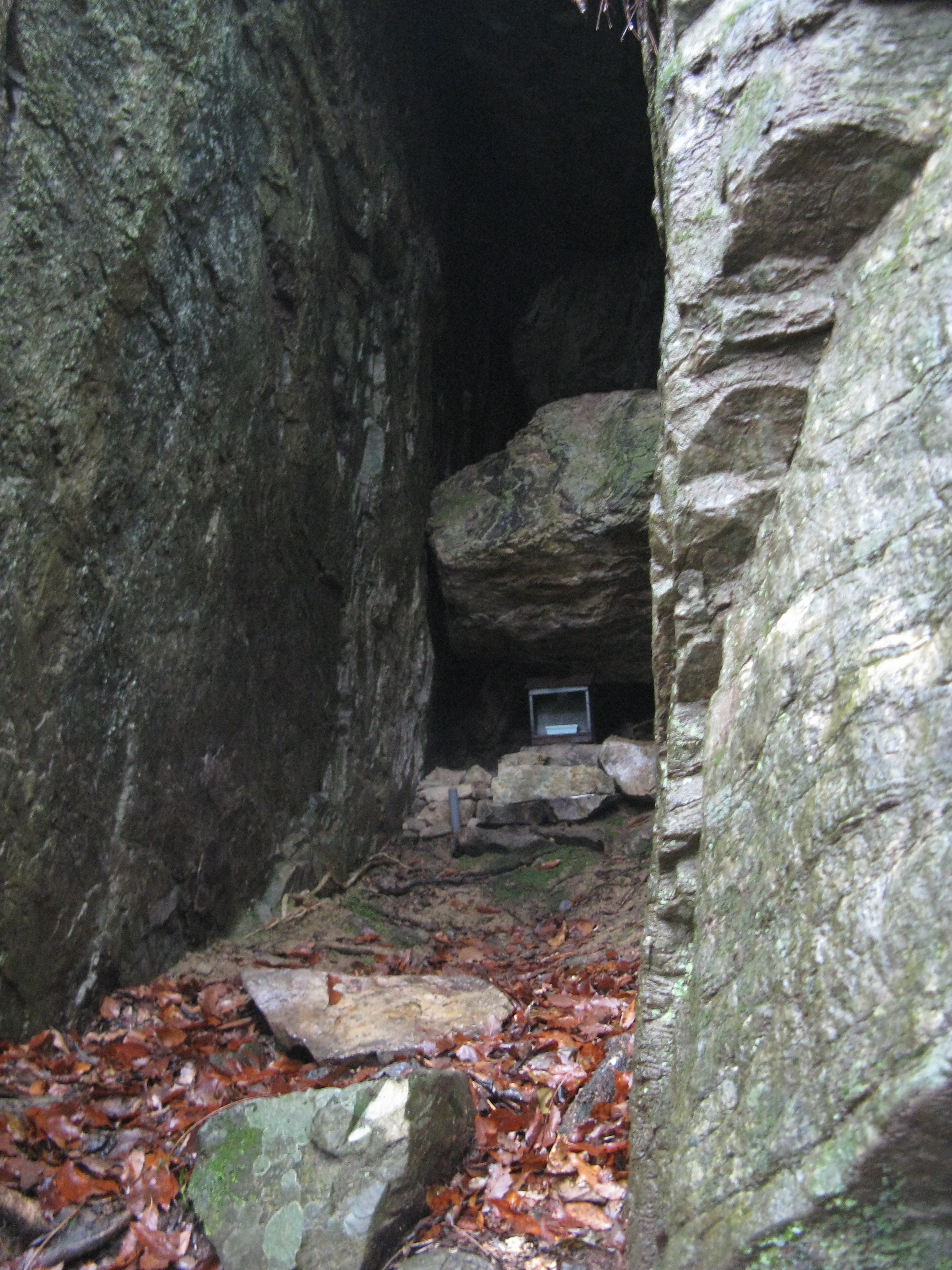
穴仏

## 周辺
- 摂津峡
- 摂津峡温泉